# Fumariaceae
Le fumariacee (Fumariaceae) sono una famiglia di piante dell'ordine Ranunculales.
Essa include circa 575 specie di piante erbacee annuali o perenni, suddivise in 20 generi, presenti nell'emisfero boreale e in Sudafrica. In Europa sono presenti 4 generi con circa 20 specie.
Questo taxon non è più considerato una famiglia a sé stante sin dalla classificazione APG III del 2009, in cui è classificato come sottofamiglia di Papaveraceae (Fumarioideae).

## Descrizione
Le specie di questa famiglia non contengono lattice, ma linfa chiara.

### Forma del fiore
Le fumariaceae sono facilmente riconoscibili dai loro fiori caratteristici con petali diversi a coppie. I fiori, che sono ermafroditi, non presentano mai simmetria radiale.
Uno o entrambi i petali più esterni sono solitamente a sperone, mentre i petali interni sono appuntiti.
I quattro petali sono disposti in due cerchi. 
Ci sono due tipologie di fiori. Ciascun genere ne ha un tipo o l'altro. 
Ad esempio, il genere Dicentra ha fiori con due piani di simmetria, mentre i generi Fumaria e Corydalis hanno fiori con un solo piano di simmetria (fiori zigomorfi).
In ogni fiore sono presenti quattro o sei stami (questo diversifica le tribù) e due diverse capsule del frutto o nocciole.

### Foglie
La maggior parte delle specie ha foglie composte.

## Tassonomia
A partire dalla classificazione APG II (che lasciava l'opzione di considerarla ancora come famiglia a parte) e definitivamente dalla classificazione APG III questa famiglia non è più riconosciuta e i generi che precedentemente appartenevano a essa sono assegnati alla famiglia delle Papaveraceae, nell'ordine Ranunculales.
Le circa 575 specie sono suddivise fra 20 generi, dei quali il genere Hypecoum è inserito nella tribù Hypecoeae, il genere Lamprocapnos non è associato ad alcuna tribù, mentre gli altri generi sono inclusi nella tribù Fumarieae. 
| - Hypecoum (18 specie) - Lamprocapnos (1 specie) - Ichtyoselmis (1 specie) - Ehrendorferia (2 specie) - Adlumia Raf. ex DC. (2 specie) - Capnoides (1 specie) - Ceratocapnos (3 specie) - Corydalis DC. (470 specie) - Cryptocapnos (1 specie) - Cysticapnos (4 specie) | - Dactylicapnos (13 specie) - Dicentra Bernh. (8 specie) - Discocapnos (1 specie) - Fumaria L. (50 specie) - Fumariola (1 specie) - Platycapnos (3 specie) - Pseudofumaria (2 specie) - Rupicapnos (7 specie) - Sarcocapnos (5 specie) - Trigonocapnos (1 specie) |

## Galleria d'immagini

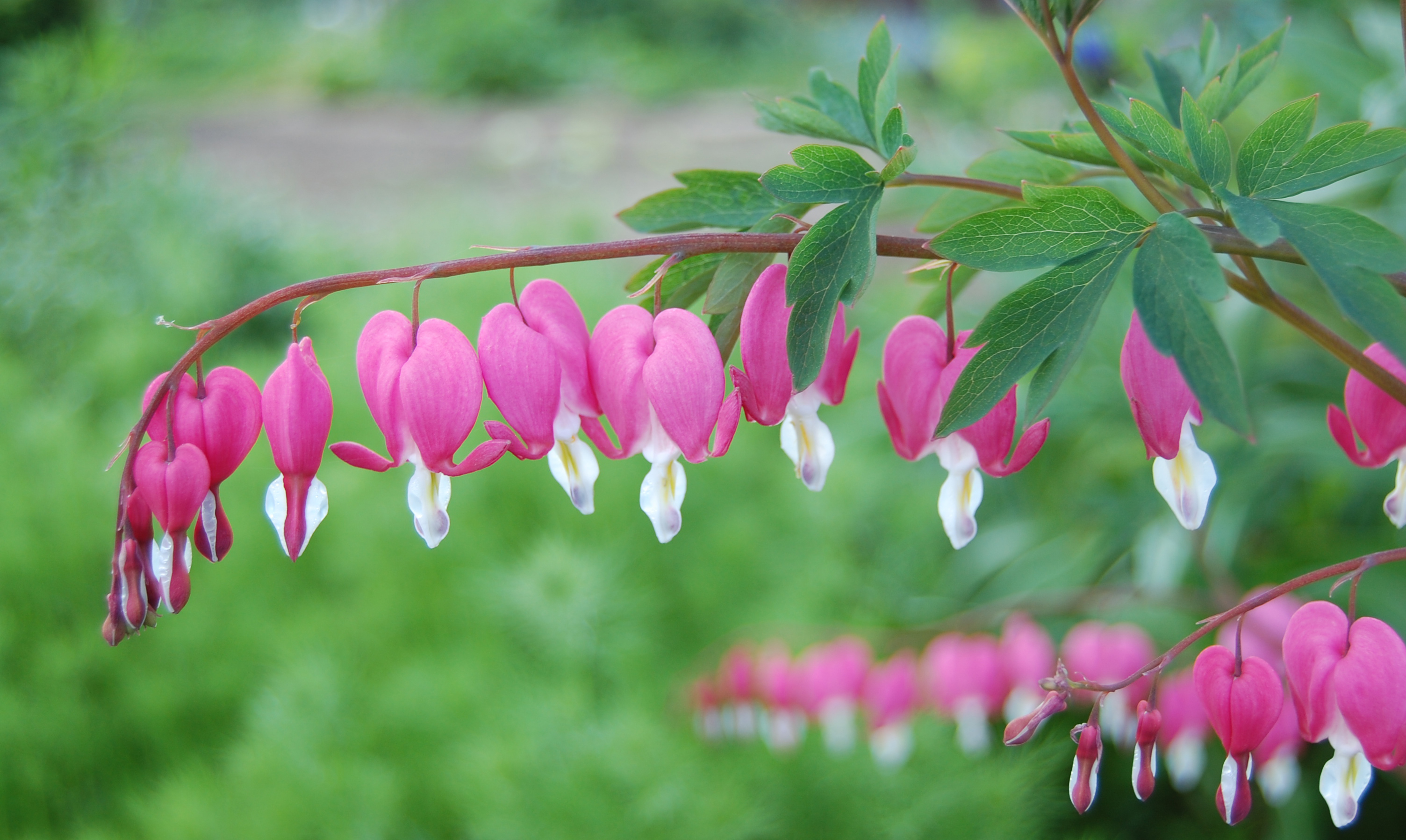
old-fashioned bleeding-heart (Dicentra o Lamprocapnos spectabilis)
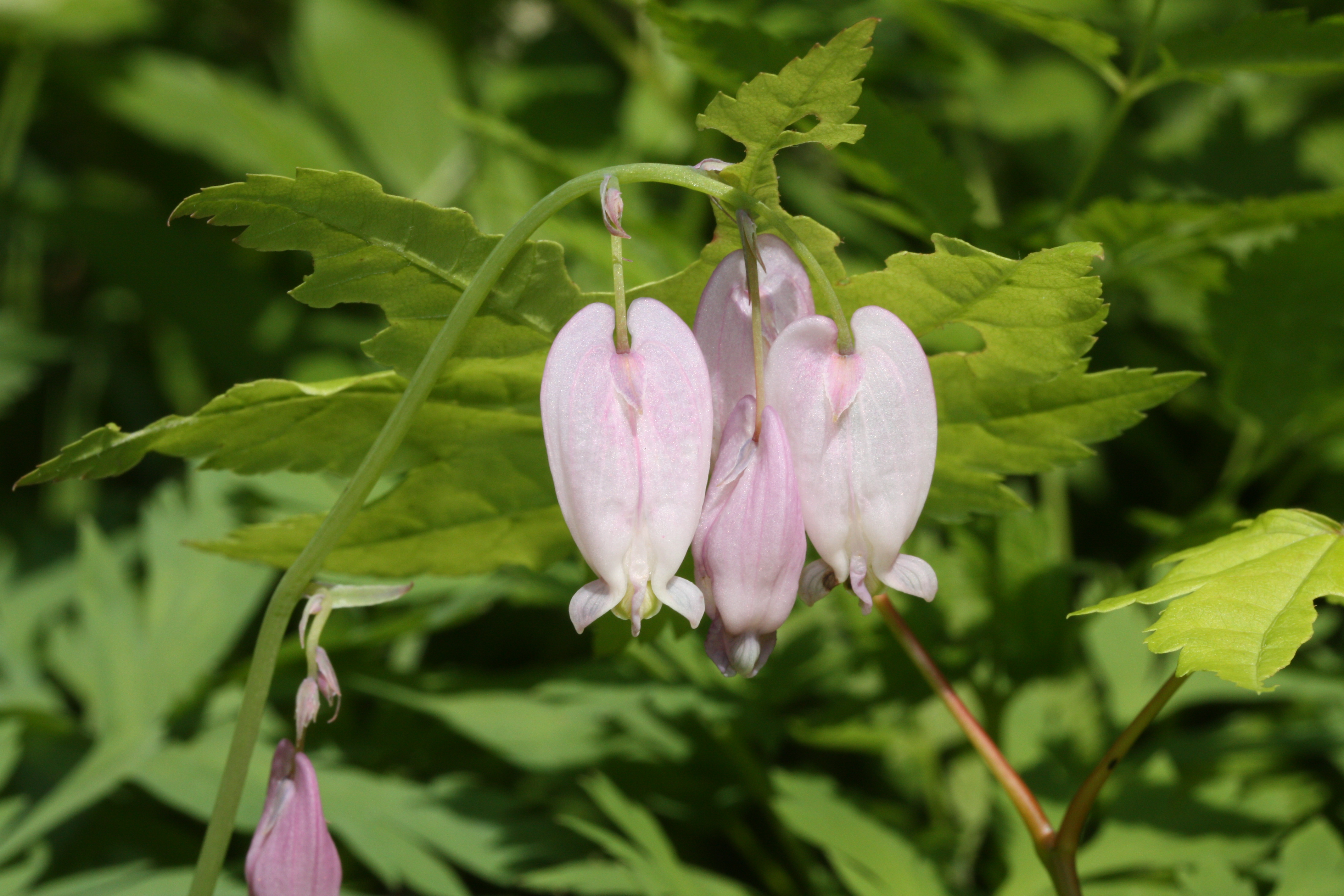
Pacific bleeding-heart (Dicentra formosa)
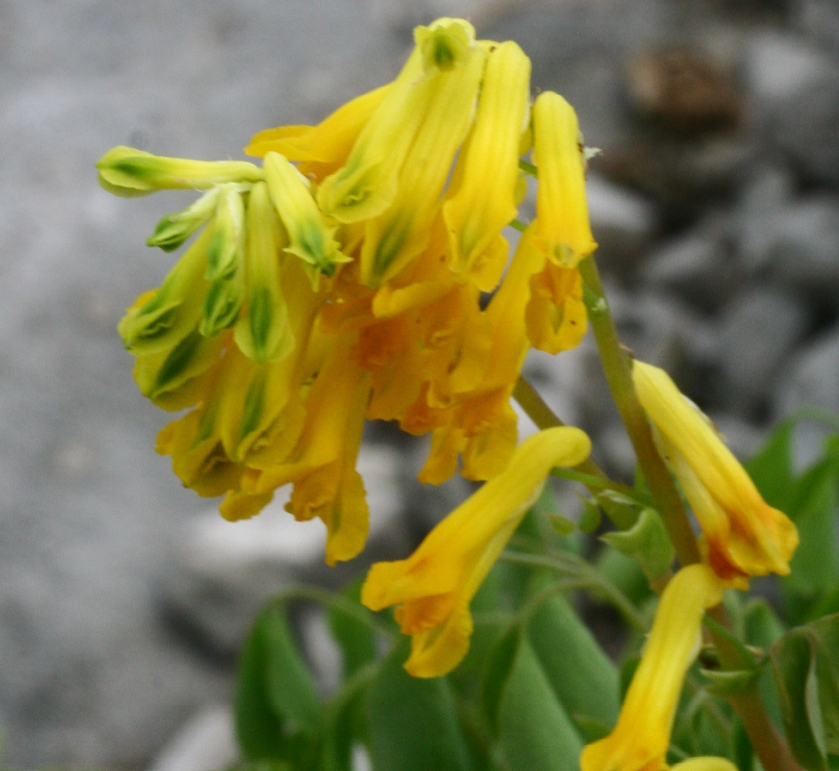
yellow corydalis (Corydalis o Pseudofumaria lutea)
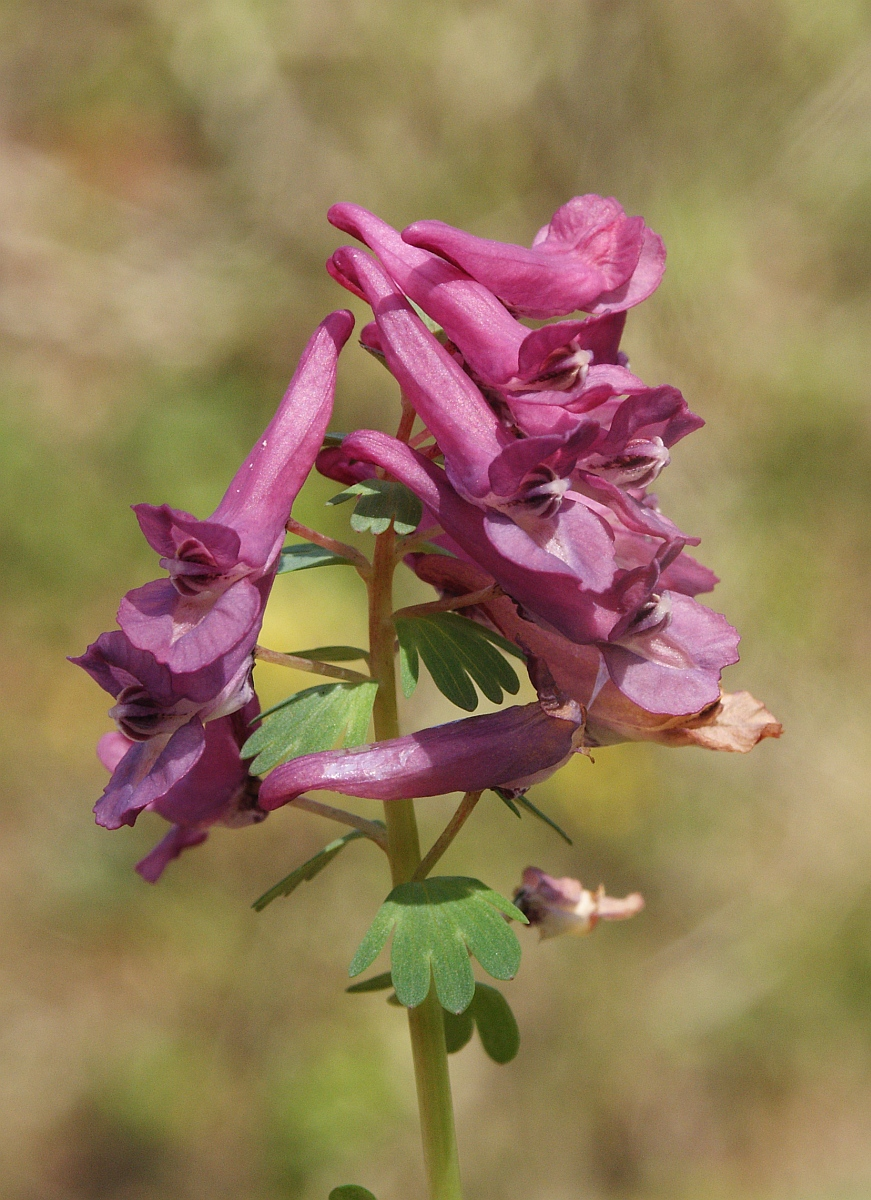
Corydalis solida
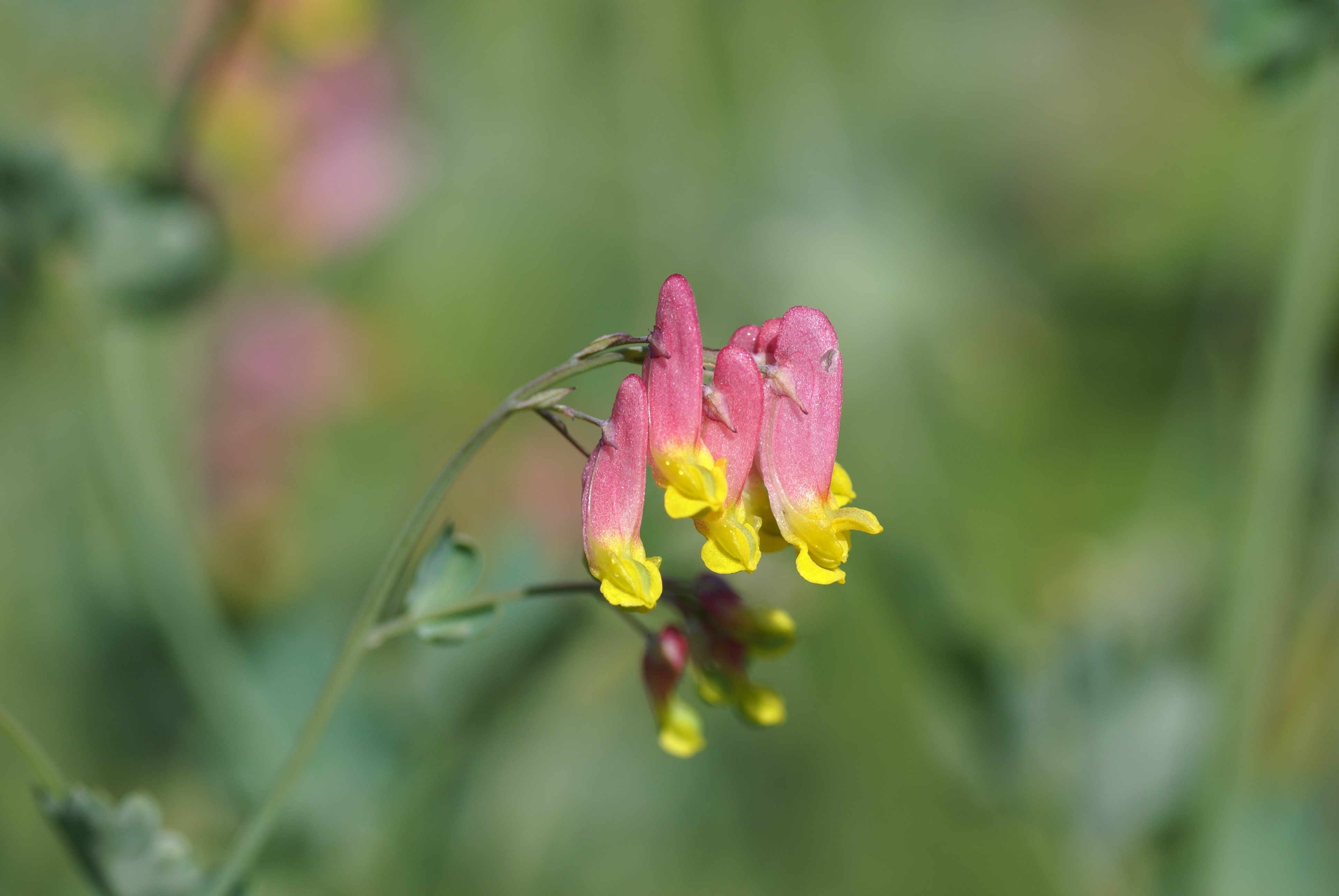
rock harlequin (Corydalis o Capnoides sempervirens)
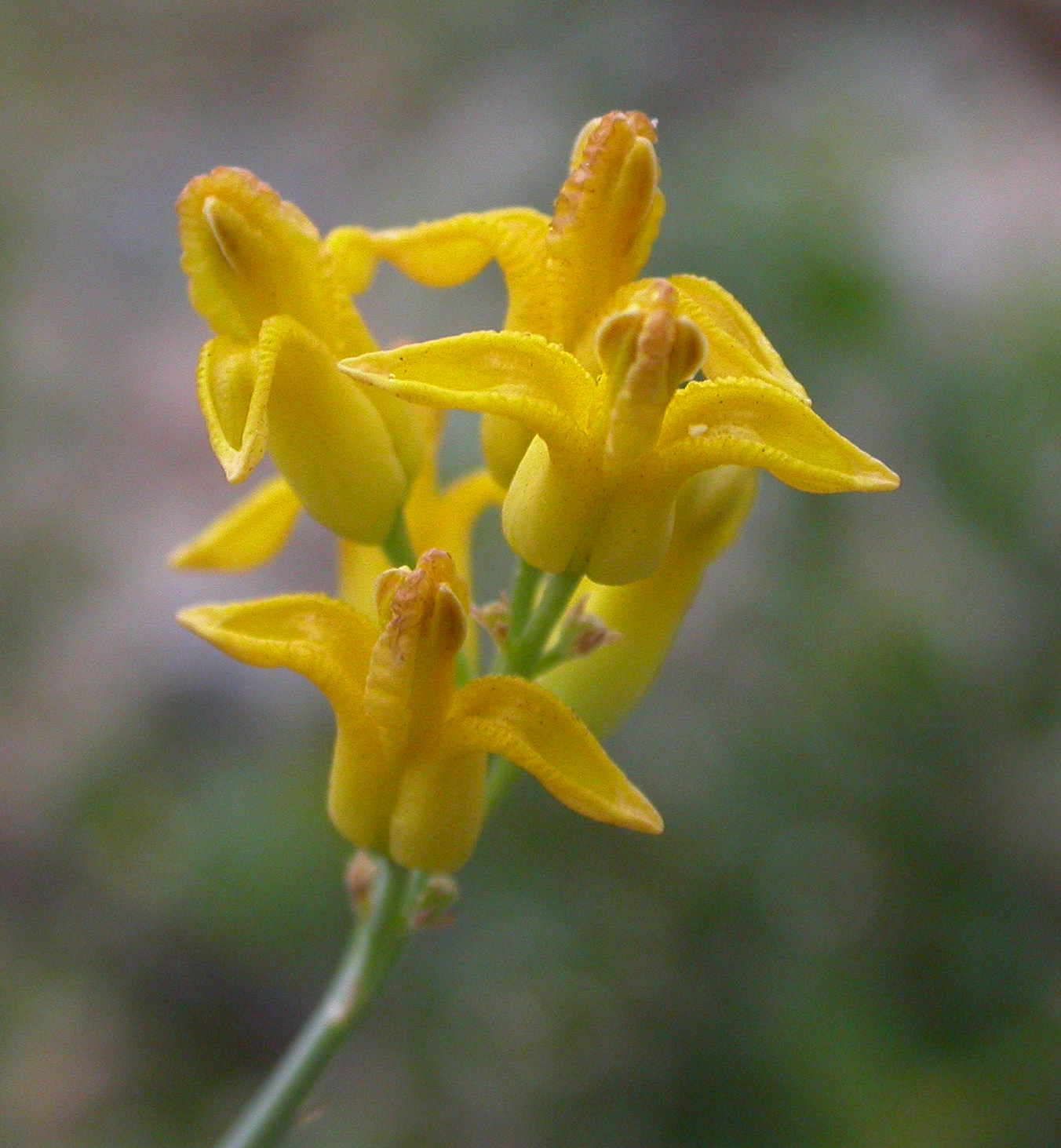
golden eardrops (Dicentra o Ehrendorferia chrysantha)
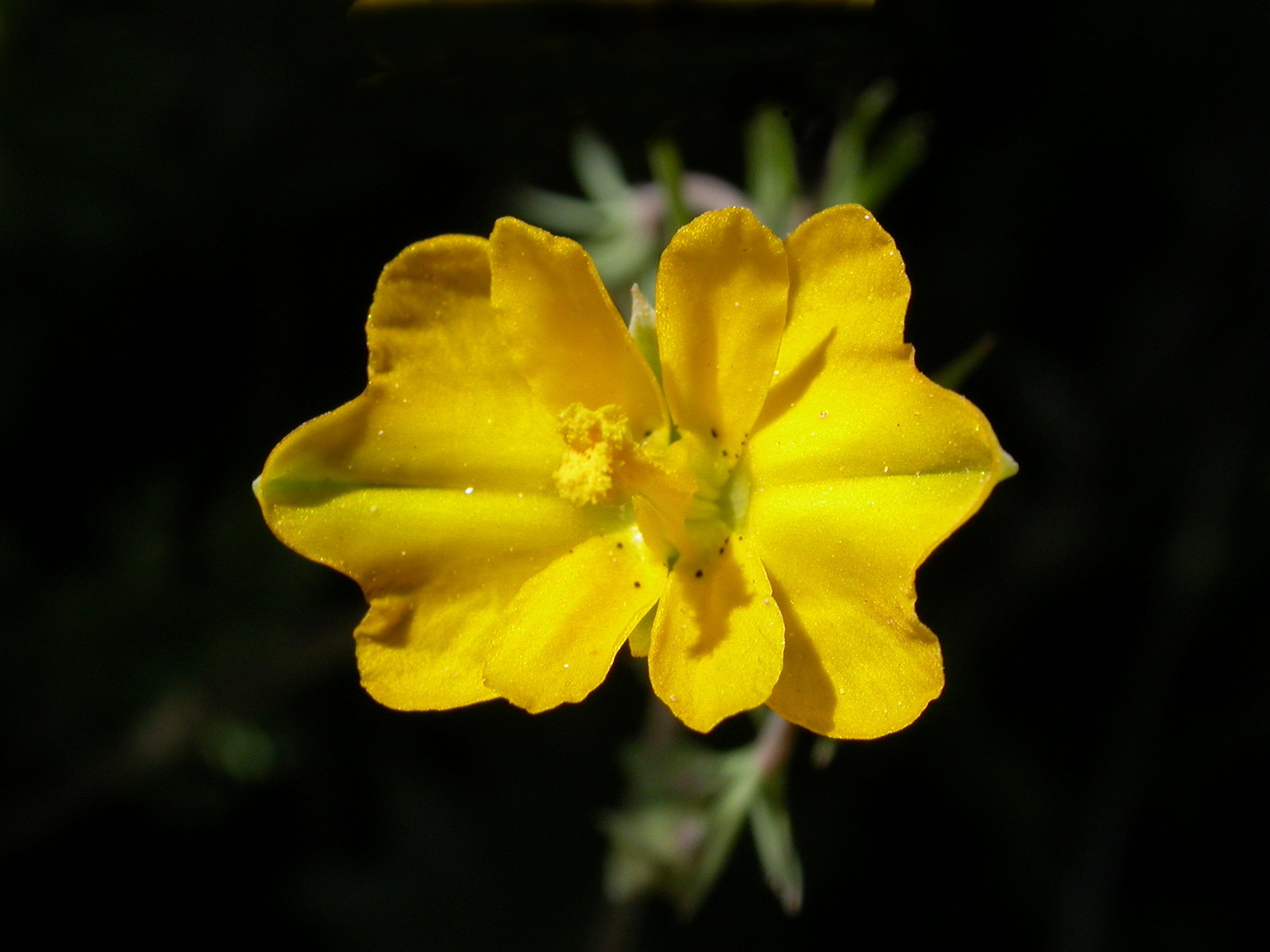
Hypecoum imberbe
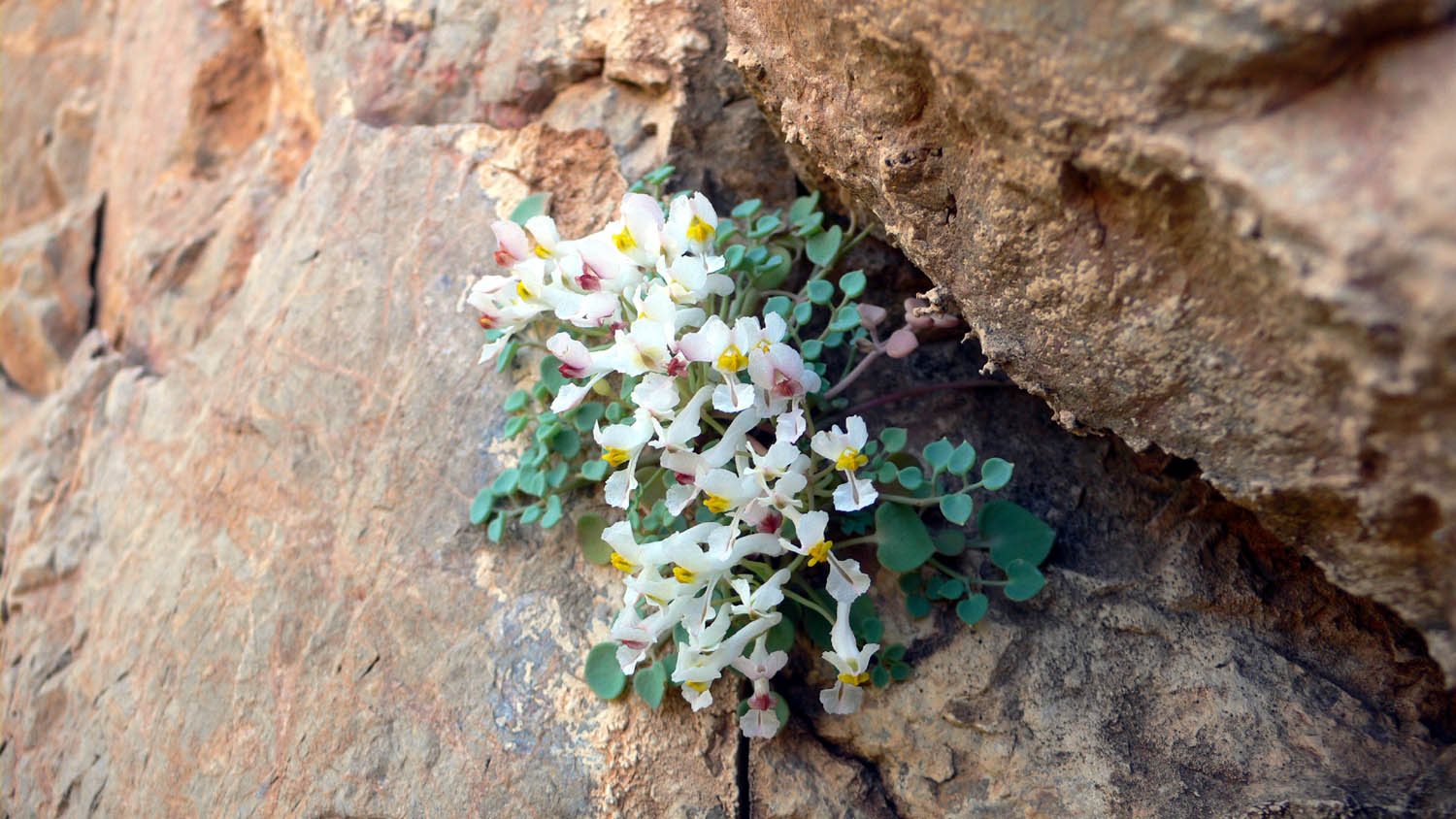
Flesh-smoke (Sarcocapnos enneaphylla subsp. saetabensis)